# Word of Mouth (Mike & the Mechanics)
Word of Mouth is een nummer van de Britse band Mike & the Mechanics uit 1991. Het is de eerste single van hun gelijknamige derde studioalbum.
Het nummer werd vooral op de Britse eilanden en in Nederland een hitje. In het Verenigd Koninkrijk behaalde het de 13e positie, en in de Nederlandse Top 40 de 18e.